# Sivert Heltne Nilsen
Sivert Heltne Nilsen, född 2 oktober 1991 i Bergen, är en norsk fotbollsspelare som spelar för Brann.

## Karriär
I augusti 2019 värvades Heltne Nilsen av IF Elfsborg, där han skrev på ett 4,5-årskontrakt. I januari 2021 värvades Heltne Nilsen av belgiska Waasland-Beveren. I augusti 2021 återvände Heltne Nilsen till Brann, där han skrev på ett fyraårskontrakt.